# Abdoul Karim Sango
Abdoul Karim Sango, né le 13 août 1976 à Issia, en Côte d'Ivoire, est un homme politique burkinabè, ancien ministre de la Culture, des Arts et du Tourisme du Burkina Faso. Il est aussi consultant, juriste, enseignant de droit public à l'École nationale d'administration et de magistrature, spécialiste du droit à l’information. Il est également ancien membre de la Commission électorale nationale indépendante du Burkina.

## Biographie

### Enfance et études
Le cursus scolaire de Abdoul Karim Sango commence à l’école primaire publique de Gazibouo en Côte d'Ivoire, de 1982 à 1988, où il décroche le Certificat d’études primaires élémentaires (CEPE). De 1988-1992. Il met le cap sur le Collège d’enseignement général d’Issia (Côte d’Ivoire), premier cycle où il obtient le Brevet d'études du premier cycle (BEPC). Puis il décroche le baccalauréat série A 2 au Lycée classique et moderne 3 de Daloa (Côte d’Ivoire), pour le compte du second cycle, de 1992 à 1995. Après l’obtention du baccalauréat, il revient au Burkina Faso où il s’inscrit à l'université de Ouagadougou. En 1995, il est inscrit au département d’histoire et archéologie. Puis, il se ravise, en optant pour des études de droit à la Faculté de droit et de sciences politiques. Là, il obtient la licence en droit en 1999 et la maîtrise en droit en 2001. En février 2005, sous la direction de Maurice Glélé Ahanhanzo, il décroche un DEA en droits de la personne et démocratie sur le thème « La liberté d’information dans le contexte d’une démocratie naissante : cas du Burkina Faso », à l’université d'Abomey-Calavi au Bénin. 2007, il obtient un master 2 de droit comparé à l’université de Perpignan en France. Pour se perfectionner en droit constitutionnel, en 2009, il est diplômé de l’Académie internationale de droit constitutionnel de Tunis.

### Carrière

#### Carrière professionnelle
Sur le plan professionnel, Abdoul Karim Sango, intègre le ministère de la Fonction publique en tant que juriste chargé du contentieux de la carrière. Il occupe cette fonction de 2001 à 2003. En 2005, il est chargé de travaux dirigés (TD) de droit constitutionnel et administratif à l’UFR sciences juridiques et politiques de l’université de Ouagadougou. Depuis 2006, il est professeur permanent de droit public à l’École nationale d'administration et de la magistrature (ENAM) de Ouagadougou où il enseigne les matières enseignées suivantes : droit de la fonction publique, droits de l'homme, déontologie administrative. En 2010, il est chargé de cours pour les étudiants de master 2 sur le droit comparé de la communication et de la déontologie des médias à l’Institut panafricain d’étude et de Recherche sur les Médias, l’Information et la Communication (IPERMIC) de l’université de Ouagadougou.

#### Carrière politique
À la Faculté de droit et de sciences politiques de l’université de Ouagadougou, il rencontre le Pr Laurent Bado qui est son professeur de droit administratif. Lorsque ce dernier, dans ses multiples idées révolutionnaires, voulut les mettre en pratique dans un parti politique, il « séduit » plusieurs de ses étudiants dont Abdoul Karim Sango, Carlos Toé et Tahirou Barry. Ils adhèrent au Parti pour la renaissance nationale (PAREN) dès sa création en 2000. Il y chemine en occupant divers postes dans les différents bureaux qui se succèdent,.
Depuis le 3 janvier 2021, il est président du Parti pour la renaissance nationale (PAREN). Bien avant de prendre les rênes du parti fondé par Laurent Bado, il est le premier président de la cellule estudiantine du parti au sein duquel a siégé, en tant qu'était vice-président, Tahirou Barry, actuel président du MCR et qui fut aussi ministre de la Culture, des arts et du Tourisme du Buirkina. Il a occupé le poste de Secrétaire en charge de l’orientation et de la formation politique du PAREN. De 2006 à 2016. Il est membre à la CENI (Commission électorale nationale indépendante) pour le compte du PAREN. Un premier mandant de 2006 à 2011 et un deuxième de 2011 à 2016.

#### Ministre de la culture, des Arts et du Tourisme
Tahirou Barry, alors ministre de la culture, des Arts et du Tourisme, démissionne à la suite de dissensions avec Laurent Bado, fondateur du Parti pour la Renaissance Nationale (PAREN). Abdoul Karim Sango entre au gouvernement, à la suite de sa nomination le 31 janvier 2018, après un intermède de 3 mois de Youssouf Sawadogo. il est installé officiellement à ce poste le 5 février 2018. Il est remplacé à ce poste, par Élise Foniyama Thiombiano Ilboudo, lors du remaniement ministériel du 10 janvier 2021,

#### Conseiller spécial du Chef de l’État chargé des questions culturelles et des Arts
Le 7 juillet 2021, il est nommé conseiller spécial du chef de l'État chargé des questions culturelles et des Arts, par le Président Roch Marc Christian Kaboré. Le putsch du 24 janvier 2022 du MPSR conduit par le lieutenant-colonel Paul-Henri Sandaogo Damiba met fin à ses fonctions.

## Ouvrage
- 2023 : Pour la culture, je plaide[11],[12]